# جولي غولدمان
جولي غولدمان (بالإنجليزية: Julie Goldman)‏ هي سيدة أعمال ومنتجة أفلام أمريكية، ولدت في القرن العشرين في نيويورك في الولايات المتحدة.

## وصلات خارجية
- جولي غولدمان على موقع IMDb (الإنجليزية)
- جولي غولدمان على موقع قاعدة بيانات الفيلم (الإنجليزية)